# Красный Яр (Барабинский район)
Красный Яр — деревня в Барабинском районе Новосибирской области. Входит в состав Таскаевского сельсовета.

## География
Площадь деревни — 12 гектар

## Население
| 2002 | 2007 | 2010 |
| ---- | ---- | ---- |
| 106  | ↗118 | ↘81  |

## Инфраструктура
В деревне по данным на 2007 год функционирует 1 учреждение здравоохранения.